# Franz Yang-Močnik

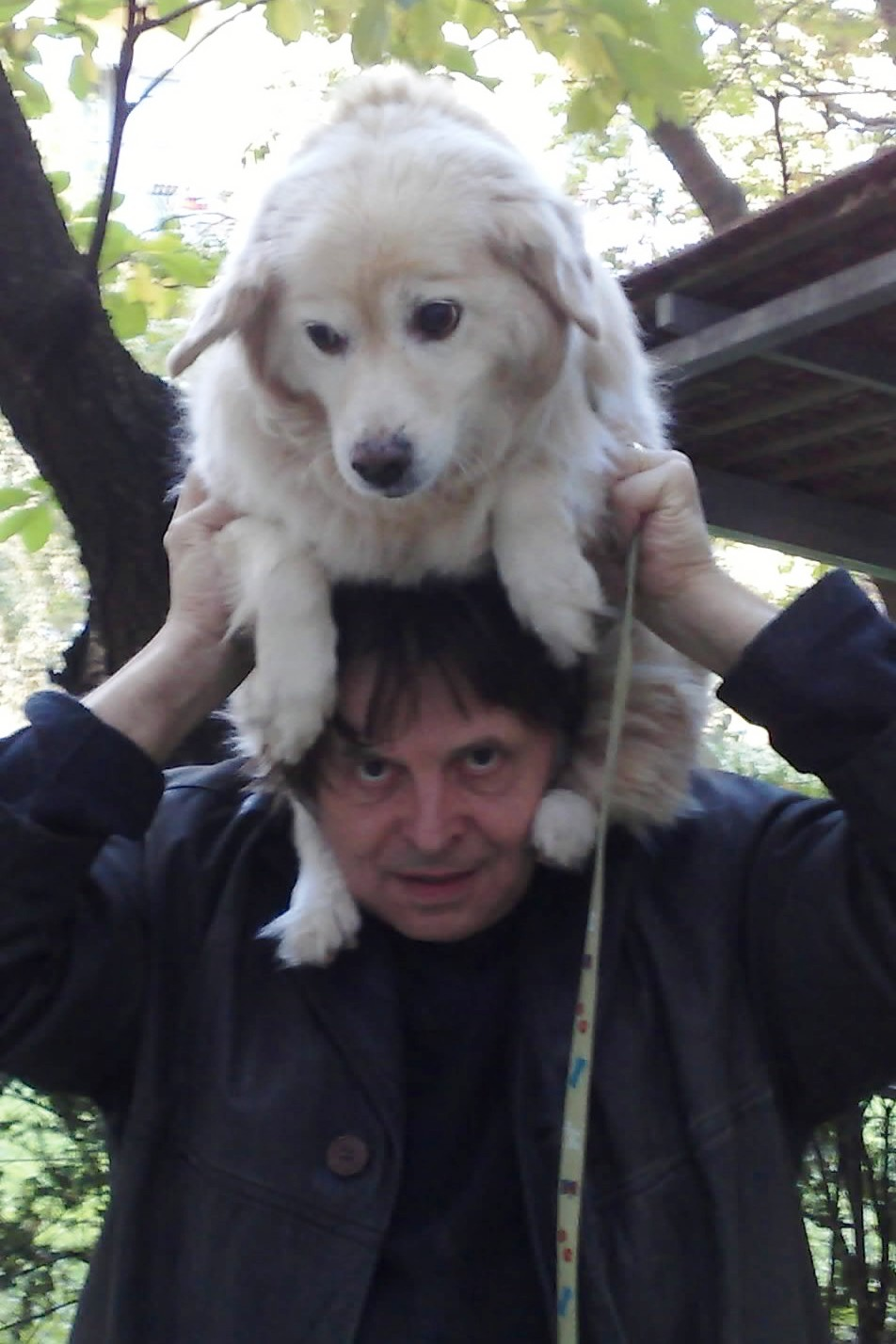
Franz Yang-Močnik mit Hund (2010)

Franz Yang-Močnik, auch Franz Motschnig Yang (* 1. Juni 1951 in Völkermarkt) ist ein österreichischer bildender Künstler.

## Karriere
Nach einer Tischlerlehre (1965–1968) in Völkermarkt und anschließender Praxis als Tischlergeselle in Klagenfurt besuchte er 1970 einen Lehrgang für Holzkonstruktion im Industriebereich an der Baufachschule HTBL Ortweinplatz in Graz. Von 1970 bis 1973 besuchte Franz Motschnig die Meisterschule für Malerei bei Franz Rogler an derselben Schule. Von 1971 bis 1980 war er technischer Assistent bei Wolfgang von Schaukal und nahm bei ihm auch Privatunterricht in Kunstgeschichte.
1974 folgte ein USA-Aufenthalt in Spokane bei der Expo 74. 1975 Teilnahme am 10. Internationalen Symposion für Malerei im Steirischen Herbst. 1976 folgte eine Studienreise nach Rom und Sizilien, gestiftet von der Steiermärkischen Landesregierung und dem Instituto Dante Alighieri und 1977 ein Stipendium des Bundesministeriums für Unterricht und Kunst. 2005 Gastprofessur an der Universität Innsbruck am Studio für experimentelle Architektur.

## Familiäres
Franz Yang-Močnik ist verheiratet und lebt in Graz.

## Ausstellungen (Auswahl)
- 1973 Galerie „Schillerhof“, Graz, Österreich
- 1974 Galerie „Whitcamph“, Seattle, Washington
- 1976 Galerie „Casa Albani“, Pescara, Italien
- 1985 „Haus am Kleistpark“, Berlin (West), Deutschland
- 1991 Galerie „Quadrum“, Lissabon, Portugal
- 1992 „International Center of Graphic Arts“, Ljubljana, Slowenien
- 1997 „Cite International des Artes“, Paris, Frankreich
- 2000 Galerie Steinek, Wien, Österreich
- 2002 „Chin Hsu Computercenter Accton“, Taiwan
- 2003 „Wifredo Lam-Center“[2], Havanna, Kuba
- 2006 Galerie „Peking Space“, Peking, China
- 2007 und 2009 „Today Art Museum“, Peking, China

## Bibliographie
- Zeichner und Maler, Wieser, Klagenfurt 2003.
- Flüchtige Innerlichkeit, uniforme Welten; Hermagorasverlag, Klagenfurt 1997.
- Das Café; Neue Galerie am Landesmuseum Joanneum, Graz 1990.
- Fallsüchtiger Strich; F. Motschnig, Graz 1988.
- Ich und mein Gezeitentümpel; Flutlicht-Verl., Wien 1987.
- Bilder; Galerie Steirische Moderne, Graz 1984.

## Auszeichnungen
- 1974 Preis des Bundesministeriums für Unterricht und Kunst beim Köflacher Kunstpreis
- 1982 Würdigungspreis des Kulturreferats der Stadt Graz
- 1985 Würdigungspreis für Malerei des Bundesministeriums für Unterricht und Kunst
- 1996 Anerkennungspreis des Landes Kärnten
- 2002 Kulturpreis des Landes Kärnten Würdigungspreis
- 2007 Berufstitel Professor
- 2019 Ehrenzeichen des Landes Steiermark für Wissenschaft, Forschung und Kunst[3]